# Милервил (Алабама)
Милервил (енгл. Millerville) насељено је место без административног статуса у америчкој савезној држави Алабама.

## Демографија
По попису из 2010. године број становника је 278.
| Група             | 2000.    | 2010.       |
| Белци             | 0 (0,0%) | 255 (91,7%) |
| Афроамериканци    | 0 (0,0%) | 21 (7,6%)   |
| Азијати           | 0 (0,0%) | 2 (0,7%)    |
| Хиспаноамериканци | 0 (0,0%) | 0 (0,0%)    |
| Укупно            | 0        | 278         |